# Burton Salmon
Burton Salmon est un village et une paroisse civile du Yorkshire du Nord, en Angleterre.